# Chekhov (cratère)
Chekhov est le nom d'un cratère d'impact, d'un diamètre de 194 km, présent sur la surface de Mercure. 

## Présentation
Ce cratère fut nommé par l'Union astronomique internationale en 1976 en hommage à l'écrivain et dramaturge russe Anton Tchekhov.
Il se situe dans le quadrangle de Discovery (quadrangle H-11) de Mercure.

## Compléments